# Tokelau (eiland)
Tokelau is een eiland in het Tokelause atol Nukunonu. Het is het meest noordelijk gelegen eiland van het atol, en is onbewoond. Het eiland is hoefijzervormig en zijn een oppervlakte bedraagt 0,5 km².
Ahua · Apia · Avakilikili · Fakanava Tau Loto · Fatigauhu · Fulumahaga · Haumagalu · Hilakehe · Hini Ailani · Lalohumu · Laulauia · Matalapa · Motu Akea · Motu Fala · Motuhaga · Motusanga · Na Hapiti · Na Taulaga · Nasapiti · Natoli · Niututahi · Nuialemo · Nukunonu · Olomoana · Patiku · Puka · Punalei · Saumangalu · Tagamako · Te Afua · Te Fakanava · Te Kamu · Te Palaoa · Te Puka i Mua · Te Puka i Muli · Te Nonu · Tima · Tokelau · Tuatiga · Tuigaika · Vaivaimai · Vini